# بخورزاد مصطفى عطري
كان مصطفى عطري (بالعثمانية:بخورى زاده مصطفى عطرى)؛ (بالتركية: Buhûrîzâde Mustafa Itrî)‏ المعروف أكثر باسم بخورزاد مصطفى عطري، أو ببساطة عطري (1640 - 1712) موسيقيًا وملحنًا ومغنيًا وشاعرًا عثمانيًا-تركيًا. مع وجود أكثر من ألف عمل يحمل اسمه، على الرغم من بقاء حوالي أربعين منها فقط حتى يومنا هذا، يُعتبر أستاذ الموسيقى الكلاسيكية التركية. في عام 2012، بمناسبة الذكرى الـ 300 لوفاة عطري، أعلنت اليونسكو عام 2012 "عام عطري الدولي".